# Pierre Bérubé
Pour les articles homonymes, voir Bérubé.
Pierre Bérubé, né en septembre 1952 à Cabano (Québec), est un chercheur et auteur québécois qui a publié des ouvrages sur l'organisation de l'État et du territoire relativement aux concepts du sentiment d'appartenance à la communauté et aux notions d'identité. Il a occupé durant une trentaine d'années différentes fonctions au sein de la fonction publique québécoise.

## Carrière

### Formation académique
Il est détenteur d’un doctorat en Urbanisme (Académie de Droit, d'Économie et des Sciences d'Aix-Marseille III), d'une maîtrise en Aménagement du territoire et développement régional (Université Laval) Québec, d'un baccalauréat spécialisé en Sciences politiques (Université d'Ottawa) et d'un baccalauréat ès Arts en Histoire (Université d'Ottawa).

### Parcours professionnel
Pierre Bérubé fut à la fin des années 1970, début des années 1980, secrétaire particulier adjoint du ministre de l'Agriculture, des Pêcheries et de l'Alimentation lors de l'élaboration et de la mise en œuvre de la loi sur la protection du territoire agricole au Québec et attaché de presse de la ministre des Travaux publics et de l'Approvisionnement du Québec lors de l'adoption de la réglementation fondamentale et éthique instituant le Fichier central des fournisseurs du gouvernement du Québec.
Le docteur Bérubé a dirigé de nombreuses publications relatives à la délimitation territoriale, au développement régional, et particulièrement sur les notions du sentiment d'appartenance et de l'organisation de l'État. Plusieurs études ont été diffusées à titre de chercheur invité auprès de diverses institutions académiques tant au Québec qu'à l'étranger,,,, dont l'Institut européen des Hautes études internationales de Nice (maintenant rattaché au Centre international de formation européenne), l'Institut national de la recherche scientifique (INRS), l'École nationale d'administration publique (ÉNAP), le Conseil des affaires sociales et le Conseil de la santé et du bien être (gouvernement du Québec).
Il a comparu à maintes reprises à titre de spécialiste devant différentes commissions publiques,, dont la Commission de la représentation électorale du Québec et la Commission de délimitation des circonscriptions électorales fédérales. Il fut également invité à titre de conférencier devant diverses tribunes publiques, télévisées ou radiophoniques au Québec, au Canada et en France.
Il a œuvré à l'intérieur de divers ministères au sein de l'appareil gouvernemental québécois, dont le ministère du Conseil exécutif concernant la rédaction des divers avis gouvernementaux adressés aux MRC en vertu de la loi sur l'Aménagement et l'Urbanisme, et le ministère des Affaires municipales où il fut responsable de nombreux dossiers relativement à l'organisation territoriale municipale (redressement de territoires, annexions municipales, ententes intermunicipales et relations municipales internationales).
Il fut en 2004-2006, secrétaire général de l'Institut Québec-Europe - Un patrimoine commun. Avec l'appui officiel de l'UNESCO et du Conseil de l'Europe, il a soutenu à Luxembourg, notamment auprès de l'Institut européen des itinéraires culturels du Conseil de l'Europe, l'introduction au Québec de l'expertise européenne en ce domaine. Intitulé "Route Royale - Atlantique - Saint-Laurent", le plan fut agréé par les autorités dudit institut en août 2005. (Le Luxembourg occupait cette année précisément la présidence du Conseil de l'Union européenne. Monsieur Jean-Claude Juncker occupait dès lors le poste de premier ministre du Luxembourg et président du Conseil de l'Union européenne).

## Publications

### Principales thématiques
- Le bouleversement des délimitations intérieures d'État créé par les divers gouvernements et organismes publics (la commission chargée de l'organisation des entités électorales est souvent interpellée). Durant toute sa carrière, il a défendu l'idée que « le mouvement continuel (interminable) des délimitations politiques et administratives à l'intérieur d'un État (souvent accompagné de changements de nom), créait automatiquement des problèmes référentiels des populations concernées et la démobilisation des communautés d'appartenance ».
- Par la « Symbolique identitaire territoriale » on peut vérifier ou déterminer le degré d'appartenance du citoyen (de la population) à sa communauté (locale, régionale ou nationale). Cette notion d'analyse est introduite particulièrement dans la revue Organisations et Territoires  (Université du Québec à Chicoutimi), citée ci-bas des p. 61-68.
- Le gouvernement se doit de déterminer des circonscriptions d'État fixes et officielles comme le fait toute nation en fonction de ses parties qui constituent l'ensemble. Ainsi, il a soutenu devant la Commission sur l’avenir politique et constitutionnel du Québec (dite Commission Bélanger-Campeau) « le fait que le Québec se devait de statuer sur une délimitation intérieure d'État fixe et officielle inspiré d'un modèle qui est le sien (au même titre qu'il y a des départements en France ou des cantons en Suisse, à titre d'exemple) ». Il préconise ainsi, la municipalité régionale de comté (MRC) comme étant le modèle québécois de base à cet égard[13].

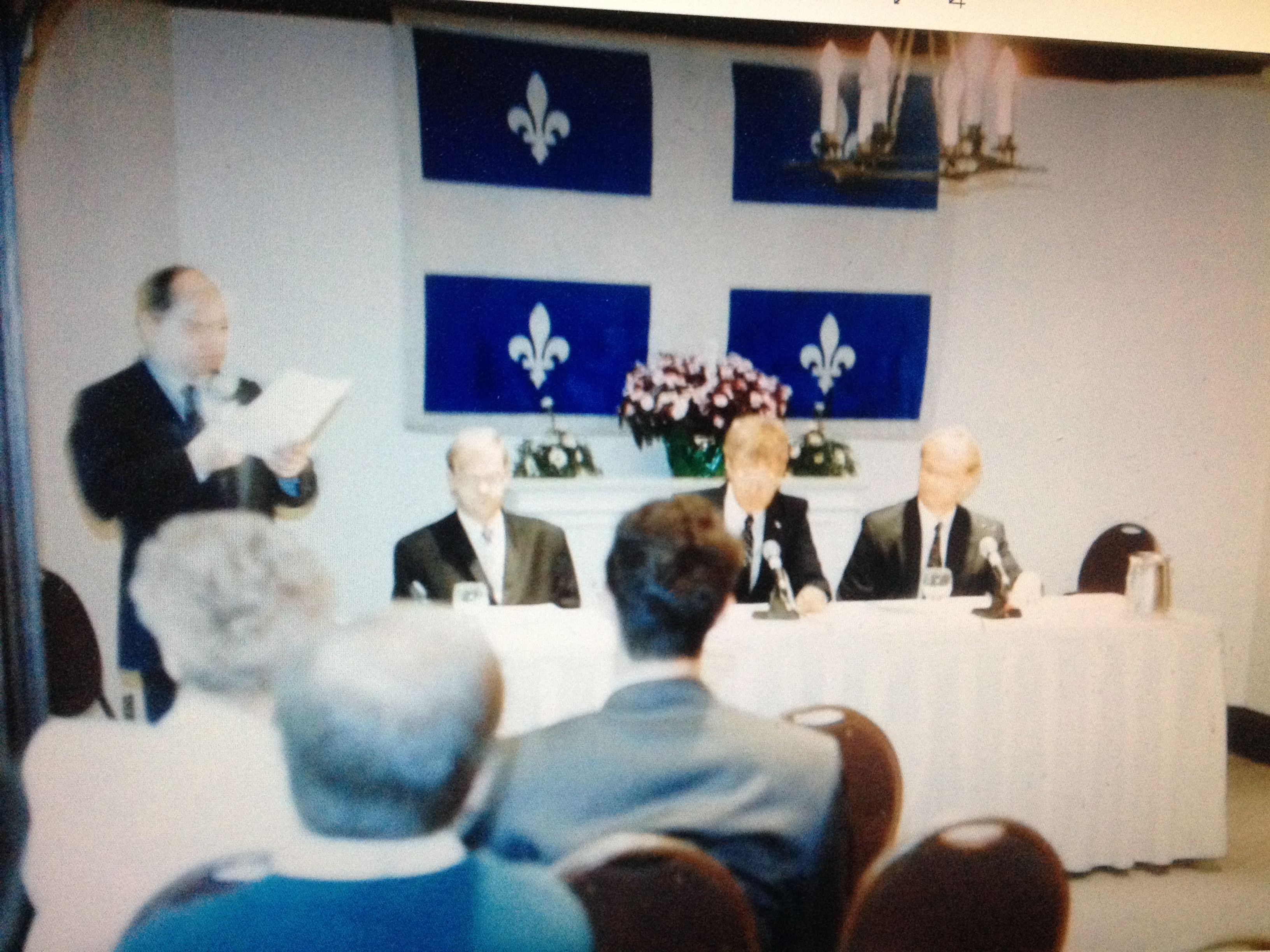
Lancement du livre "L’Organisation territoriale du Québec" publié par "Les Publications du Québec", Auteur Pierre Bérubé, Conférence de presse: Château Frontenac, juin 1993.

### Livres et rapports de recherche
- L'organisation territoriale du Québec : Dislocation ou restructuration? : Urgence d'agir, Québec, Les Publications du Québec, 1993, 172 p. (ISBN 2551155894)[14],[15],[16],[17].
- Pierre Bérubé, Yvon Leclerc et Bernard Béliveau, Agir ensemble : rapport sur le développement, Boucherville, Gaëtan Morin, 1990, 209 p. (ISBN 2-89105-359-1)[18],[19]
- Le Témiscouata en toute justice, Rimouski  (Cahiers du Groupe de recherche interdisciplinaire en développement de l'Est du Québec), Université du Québec à Rimouski, 1983, 122 p. (ISBN 9782920270244).
- Étude : l'organisation intérieure de l'État québécois : du mouvement des structures à la consolidation du territoire  (BRO 13927), Québec, École nationale d'administration publique, 2001, 37 p.[20]
- Étude de l'influence des délimitations organisationnelles sur la région d'appartenance : deux cas manifestes : le Sud-Aveyron (France), le Témiscouata (Québec), Aix-Marseille (Thèse, Doctorat en urbanisme, Institut d'aménagement régional, Université de droit, d'économie et des sciences d'Aix-Marseille). (THE 295)), 1988, 262 p.[21]
- Évolution historique du cadre territorial du Témiscouata et son aménagement politique contemporain (Thèse de maîtrise, Aménagement du territoire et développement régional, Université Laval), Québec, 1980, 145 p..
- Fiches d’informations sur les MRC désignées rurales, Bérubé, Pierre, Site Web : Villes Régions Monde, (Réseau universitaire d’études urbaines et régionales), 2002, site web : www.vrm.ca/mrc.asp.

### Publications de revues académiques
- « La symbolique identitaire territoriale : Reflet d’une culture manifeste : Le cas québécois », revue Organisations et Territoires, Université du Québec à Chicoutimi, vol. 15, no 1,‎ hiver 2006 (DOI 10.1522/revueot.v15n1.596)[22].
- « L’organisation territoriale du Québec », Revue Municipalité, Ministère des Affaires municipales du Québec,‎ octobre 1993.
- « Le Témiscouata est une patrie », revue Histoire Québec, Fédération des sociétés d'histoire du Québec, vol. 1, no 1 « De Kamouraska à Rimouski, Un fleuve qui a fait un pays »,‎ juin 1995 (ISSN 1201-4710)[23]
- « La restructuration interne des États : faits et tendances dans les pays de l'OCDE », Revue Télescope, École nationale d'administration publique, vol. 7, no 1,‎ 7 mars 2000[24]
- « Les initiatives de l'Union européenne en matière de développement régional », Revue Coup d'œil, École nationale d'administration publique,‎ 5 juin 1999[25]
- « L'arrimage des dossiers d'organisation et de planification territoriale au Québec », revue Organisations et Territoires, Université du Québec à Chicoutimi, vol. 11, no 3,‎ automne 2002 (DOI 10.1522/revueot.v11n3.791).
- « Appartenance et symboles d’appartenance : jalons pour une réflexion qui s’impose », revue L’Action Nationale, vol. XCIII, no 3,‎ mars 2003.
- « Respecter le sentiment d’appartenance des gens à leur région naturelle », La Revue municipale, dans Développement régional,‎ septembre 1987.

### Articles de journaux
Pierre Bérubé a publié divers points de vue et a fait l’objet d’analyses et d’appréciation dans divers journaux nationaux et régionaux, sur des sujets de facture politique, identitaire et relativement à l’organisation territoriale administrative et socio-politique : Le Soleil (Québec),,,, Le Devoir (Montréal), La Presse (Montréal), Le Lac Saint-Jean (Alma), The Gazette (Montréal), Toronto Star, Le Madawaska (Edmundston, Nouveau-Brunswick), La Croix (Paris), La Dépêche (Toulouse), Midi libre (Montpellier), Le Rouergat et Centre-Presse (Rodez, Nord-Aveyron), Journal de Millau (Millau, Sud-Aveyron), Le Touladi (Cabano), etc.

## Recherches sur Grey Owl

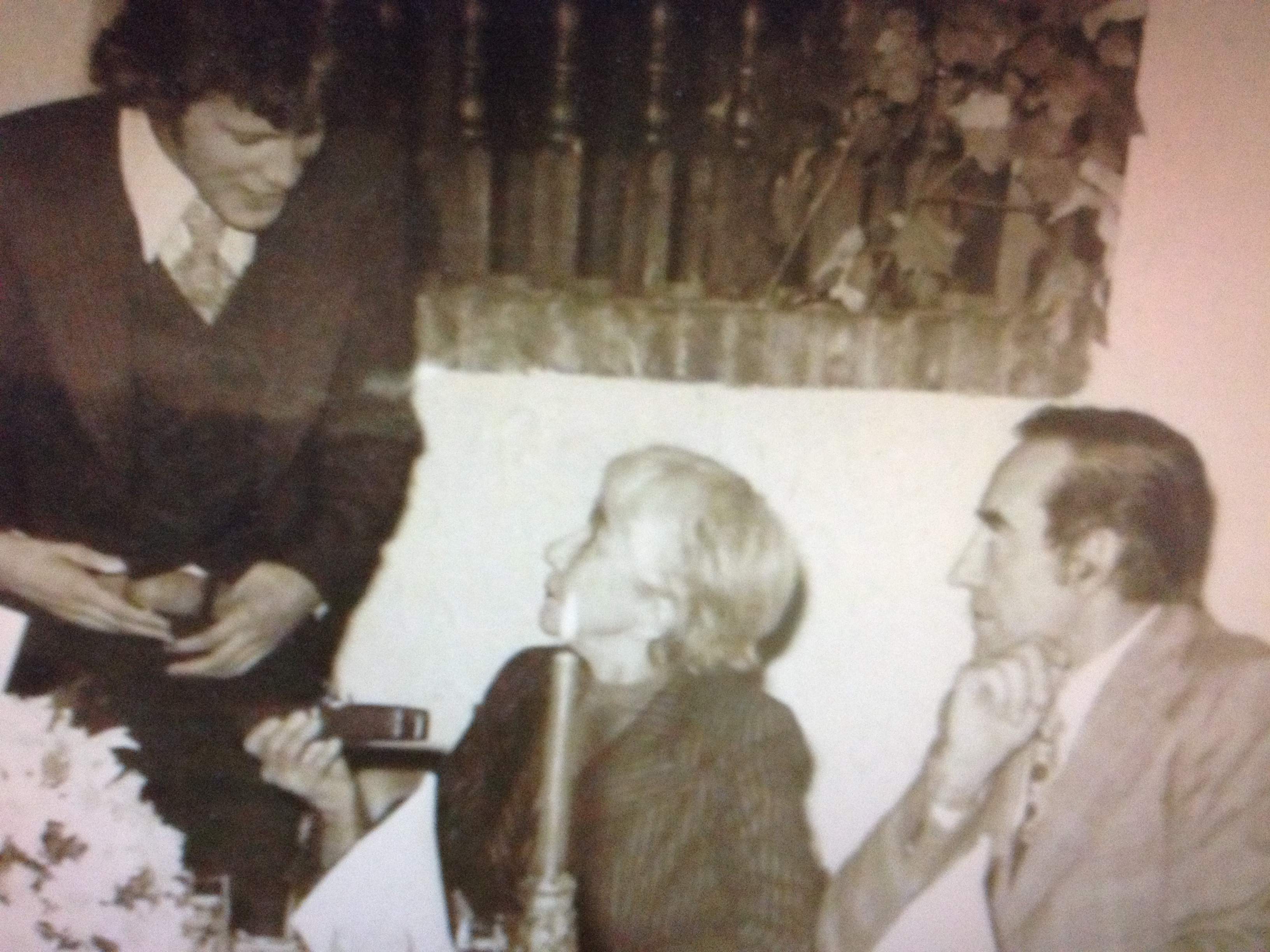
Réception avec Anahareo (épouse de Grey Owl), Pierre Bérubé (organisateur de l'événement) et le maire de Cabano, Guy Michaud, lors de l'inauguration de l’exposition au Fort Ingall de Cabano en septembre 1976.

Dès les débuts de ses recherches universitaires et en tant que bachelier en histoire, Pierre Bérubé s’est senti interpelé par les nombreux visiteurs venant dans sa région natale, qui s’informaient « du fameux Indien », Grey Owl, qui avait vécu et écrit ses expériences en tant que naturaliste, précisément au Témiscouata jusqu’à Métis Beach (1928-31).
Avec la contribution financière et sous l’égide du Conseil des Arts du Canada, avec également la collaboration du sociologue Marcel Rioux et de l’ancien premier ministre du Canada, John Diefenbaker (député de Prince-Albert où vécut aussi Grey Owl), il entama une recherche sur « la vie et les réalisations de l’écrivain-naturaliste Archibald Belaney (Grey Owl) qui l’amena ainsi à lancer une exposition d’intérêt national au site historique du Fort Ingall à Cabano, sur ce qui fut probablement le plus grand naturaliste de son époque sur la scène internationale. Anahareo sa conjointe de l’époque, est venu spécialement de Colombie-Britannique en septembre 1976, pour commémorer l’événement. L’exposition et l’objet de ces recherches ont été légués officiellement à la ville de Cabano, deux ans plus tard en mai 1978.

## Distinction

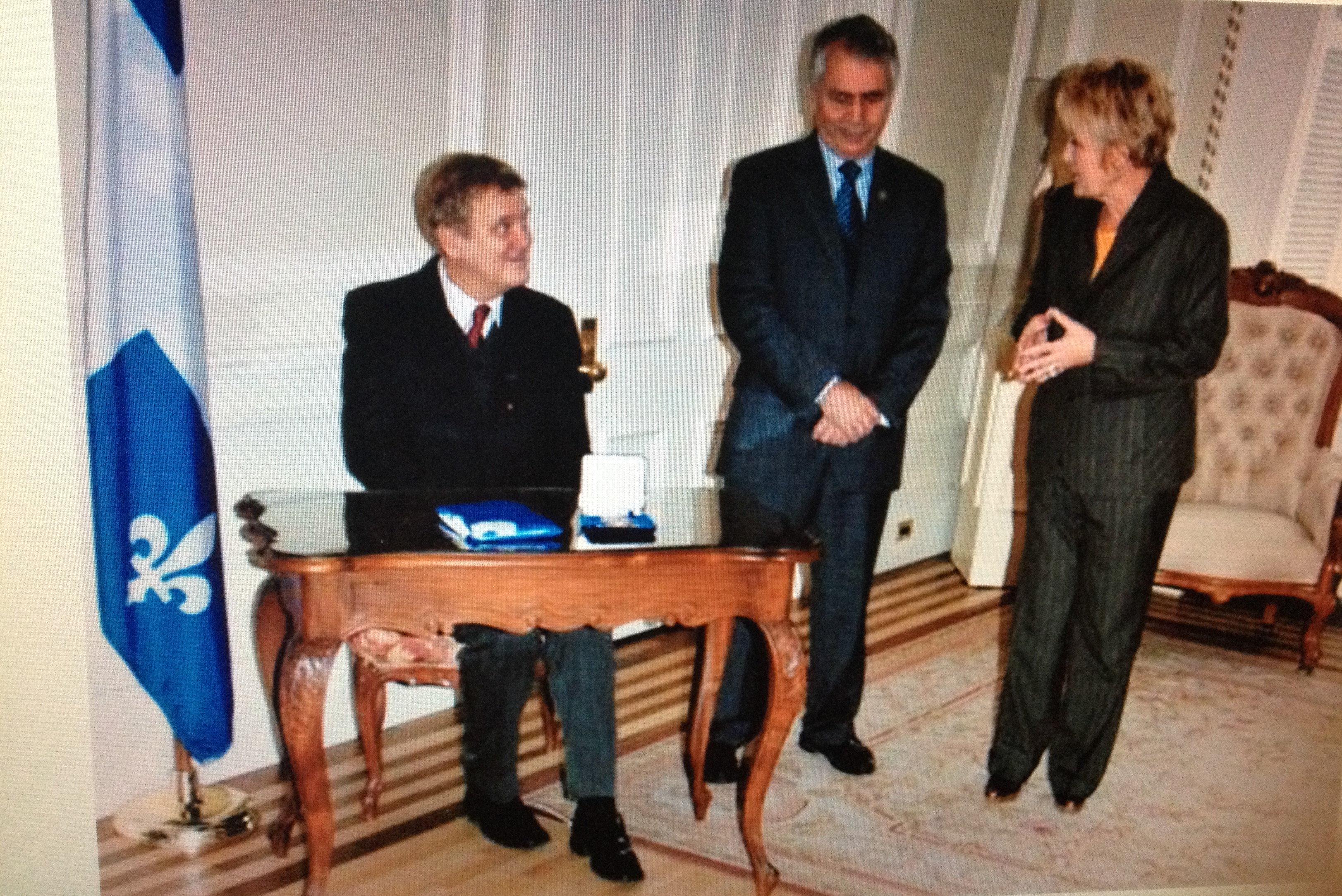
Remise de la médaille de l'Assemblée nationale du Québec à la salle de la présidence..

En décembre 2009, en présence de nombreux invités du domaine public, Pierre Bérubé a reçu de Pauline Marois (première ministre du Québec, septembre 2012 - avril 2014) et de François Gendron (doyen et ex-président de l'Assemblée nationale et ex-ministre de plusieurs ministères, novembre 1976 - octobre 2018), la médaille de l'Assemblée nationale du Québec (citation inscrite sur la décoration) « pour son militantisme relativement à la cause québécoise et pour son importante contribution et ses nombreuses publications sur l’organisation territoriale du Québec » (communiqué de presse ci-bas).
Monsieur Bérubé a ainsi affirmé que la diffusion de ses ouvrages critiques n'auraient pu se faire sans l'accueil et le conseil des personnes qui ont agréé à ce qu'il publie sous leur égide, dont l'École nationale d'administration publique, l'Institut national de la recherche scientifique, les Universités du Québec à Chicoutimi et à Rimouski. Son passage à l'Institut européen des hautes études internationales de Nice lui a permis d'expertiser la riche expérience européenne en matière d'organisation de l'État. Il a également souligné "la contribution de plusieurs médias québécois et européens qui ont mis en lumière ses avancées critiques afin de sensibiliser davantage ses concitoyens à l'importance de l'organisation territoriale cohérente du pays, c'est-à-dire de ses communautés réelles".